# Les Moëres
Pour les articles homonymes, voir Les Moëres (Belgique) et Les Moëres (Nord).

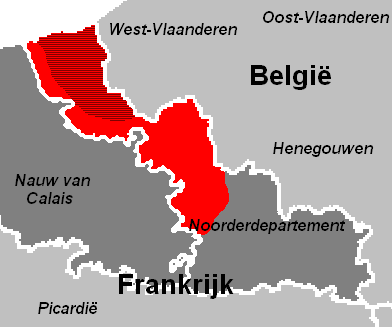
Les Moeres sont linguistiquement et culturellement situées à la fois en Flandre française (rouge ; avec ici la région Flamand français (arcée), avec en outre une influence dunkerquoise

Les Moëres (en néerlandais De Moeren) étaient une région marécageuse dans la région de Dunkerque, à cheval sur l'actuelle frontière franco-belge et entièrement située sous le niveau de la mer, en grande partie gagnée sur la mer via des travaux de poldérisation. Ce polder est le seul polder français transfrontalier,. C'est le point le plus bas de toutes les zones gagnées sur la mer en France et pour le sud de la Belgique (Grandes et Petites Moëres).

## Héraldique
|  | Blason des Moëres, village en Flandre française : D'argent à la gerbe de blé de sable liée d'argent, soutenue d'une couronne de blé ouverte de sable liée d'argent. |

|  | Blason des Moëres, village de Belgique en Flandre-Occidentale : Blasonnement : d'or aux trois piédestaux de sinople chacun surmontés d'une tête de vache de sable, et d'une champagne de même avec des graines de gueules sur tige et des feuilles de sinople. |

## Étymologie
Le nom dérive probablement du mot néerlandais « moer » qui signifie « marais », mais aussi « mère », « femelle » ou « écrou ». « Moeras » étant plus précis. Notez que le terme « moeres » pourrait très bien être antérieur au mot « moeras ».  
Les « Morins » étant un peuple de Gaulois Belges localisé dans la région dite des "Moeres" (Bien plus large à cette époque) et ainsi nommée « Civitas Morinorum » par César dans des ouvrages relatifs à la Gallia Romana. Les « Morins » étaient géographiquement et culturellement de proches voisins des Francs Saliens, à l'origine de la France et de la Dynastie Mérovingienne. La région des Flandres est très intimement liée à l'Histoire de France, de Belgique et des Pays-Bas. Clovis Ier étant réputé 1er Roi de France. 
Les noms de famille Morin, Moras, Malras, Maurin, Mauroy etc. sont aujourd'hui très répandus. Toutefois certaines de ces personnes tirent leur nom d'une origine mauritanienne ou marocaine ou d'autres références à la mer, aux marins, aux marais etc.  
Plusieurs villes et fleuves portent le patronyme Morin à travers le monde. 
Le « ë » de « Moëres » se prononce à la française (comme dans le nom Citroën) contrairement à d'autres nom de lieux flamands comme « Rexpoëde » ou « Quaëdypre » où le « ë » est sans effet. 
Le « e » de « Moeras » ne se prononce pratiquement pas.
En néerlandais, le groupe oe représente (comme le français ou) la voyelle /u/, donc dans cette langue moer /mu:r/ (marais etc.), moeras (marais, morasse, sens 3) /'muras/, De Moeren /də 'mu:rən/ (Les Moëres (Belgique)), etc.

## Histoire
Cette zone était autrefois habitée par le peuple gaulois des Morins, avant de connaître des migrations germaniques à partir du IVe siècle.
Comme pour le proche marais audomarois et de nombreux autres polders la vocation première d'une partie importante de ces sols a souvent été de fournir de la tourbe utilisée comme combustible, ici elle a principalement été récoltée aux XIIe et XIIIe siècles. Le dépôt tourbeux y était épais (plusieurs mètres d'épaisseur). Il s'était formé et accumulé dans une vaste dépression isolée de la mer par un épais cordon dunaire s'étendant du sud de Dunkerque à Veurne (Furnes). 
Cette tourbe était encore abondamment récoltée à la fin du Moyen Âge alors que la Flandre maritime avait perdu la plupart de ses arbres. Les industries urbaines et rurales locales l'exploitaient aussi comme source d'énergie. Des fossés, digues et moulins étaient chargés d'évacuer l'eau qui s'accumulait naturellement dans les niveaux de tourbage. 
Les Moëres ont subi une invasion marine (submersion totale) de plusieurs siècles, avec un maximum vers l'an 800 due à une petite élévation du niveau de la mer connue sous le nom de Transgression marine Dunkerque II. Cette zone a ensuite fait l'objet de vastes travaux d'assèchement (poldérisation) exécutés de 1617 à 1627 par Wenceslas Cobergher à la demande des Archiducs Albert et Isabelle. La partie la plus basse des Moëres est encore à 2,5 m sous le niveau de la mer.
À la paix d’Utrecht, Les Moëres furent divisées entre la France, et les Pays-Bas devenus alors autrichiens.
Aujourd'hui, deux communes se partagent le territoire et le nom de ces anciens marais :
- Ghyvelde avec sa commune déléguée : Les Moëres en France (où l'on peut visiter le Musée des pompes)
- Furnes avec sa section : Les Moëres en Belgique.

Côté français alors que ce secteur géographique se spécialisait peu à peu dans les cultures industrielles et de céréales (au XXe siècle les élevages laitier et porcin y ont diminué, lorsque l'élevage porcin augmentait dans le reste de la Flandre et que l'élevage laitier persistait plus longtemps côté belge des Moëres), la population du village Les Moëres a augmenté régulièrement des années 1700 au tout début du XXe siècle pour diminuer ensuite jusque vers la fin des années 1969 et ensuite réaugmenter, sans toutefois atteindre le niveau de 1900. Elle risque d'être confrontée dans le contexte de la montée des océans et du dérèglement climatique à des difficultés agricoles et liées à d'éventuels nouveaux épisodes de submersion marine. À Uxem (ville-dortoir) plus à l'ouest la population est restée stable jusqu'au début des années 1960 puis a augmenté régulièrement jusqu'à nos jours.

## Géographie
Les Moëres constituent un polder typique, gagné sur la mer il y a plusieurs siècles et donc drainé par un réseau dense de fossés et de canaux dont l'eau est rejetée à la mer côté français à marée basse via les pompes des watringues. Ces systèmes d'évacuation des eaux étaient autrefois un "commun" géré par la population via des associations syndicales de dessèchement
Le paysage est très plat, ouvert et peu boisé. La saulaie, quelques groupes de peupliers et quelques aulnaies relictuelles sont très localement présents, souvent en bordure de fossés.

## Galerie de photos

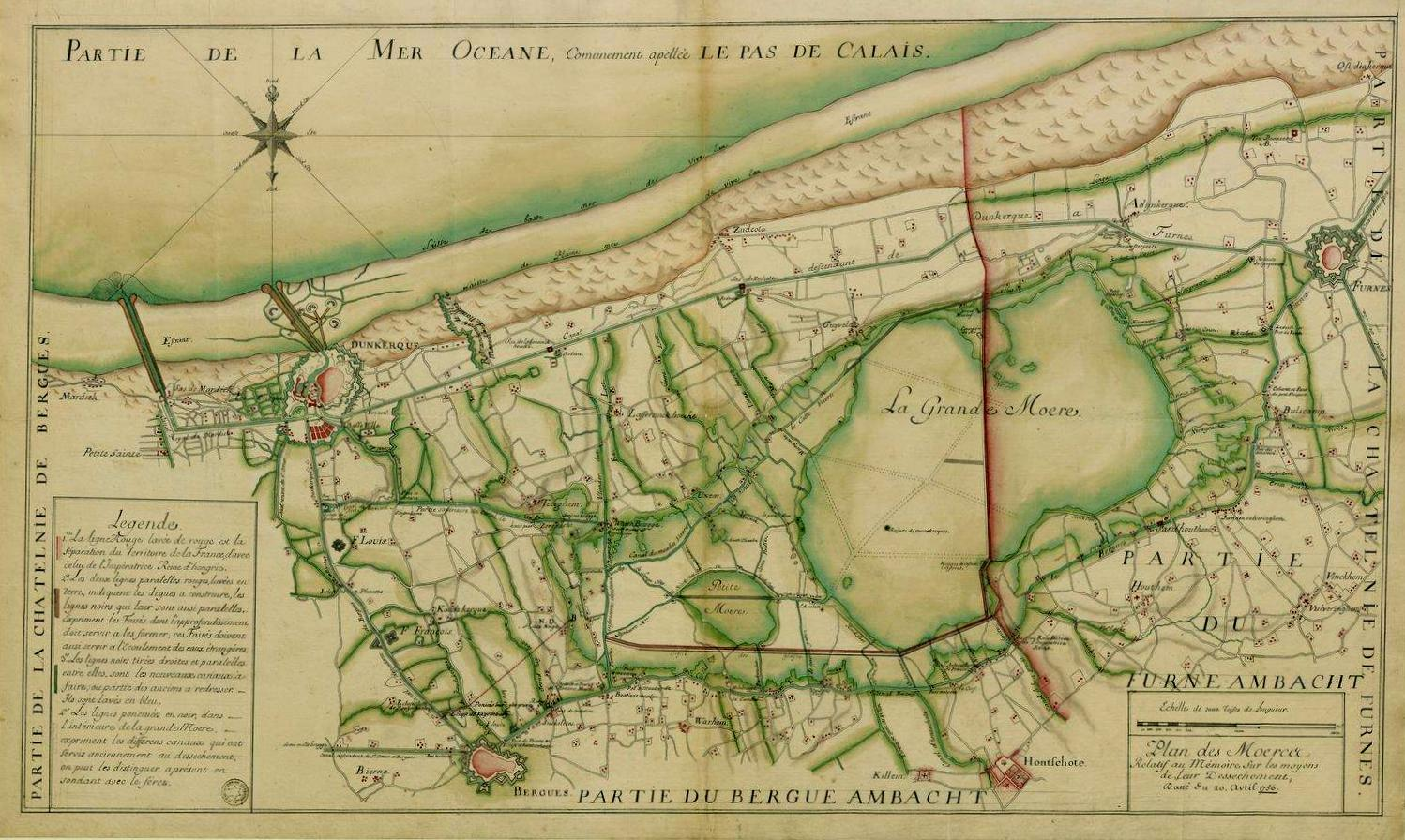
La "grande Meer" dans les Moeres, cartographiée en 1756.
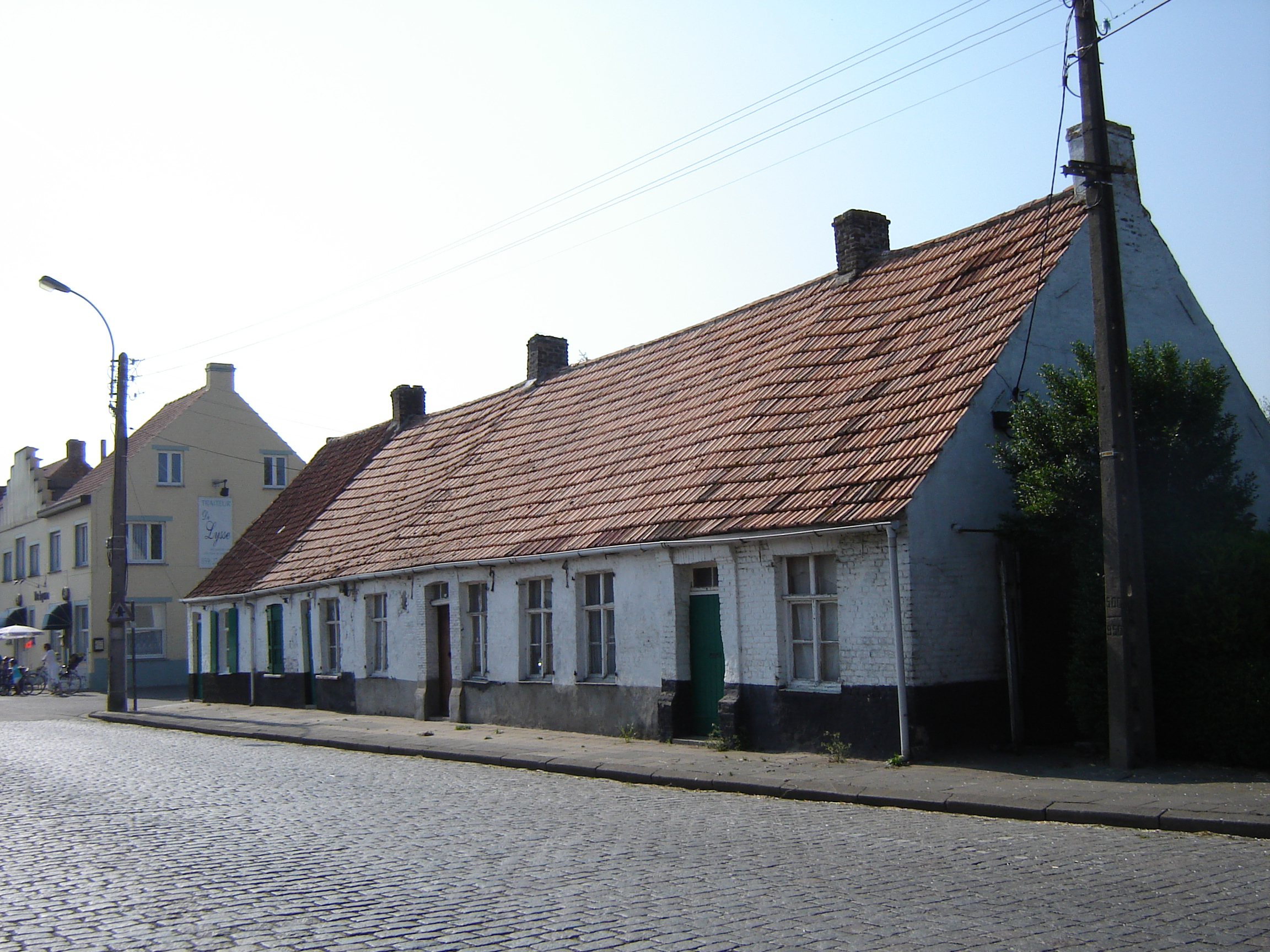
Habitat traditionnel, XIXe siècle.
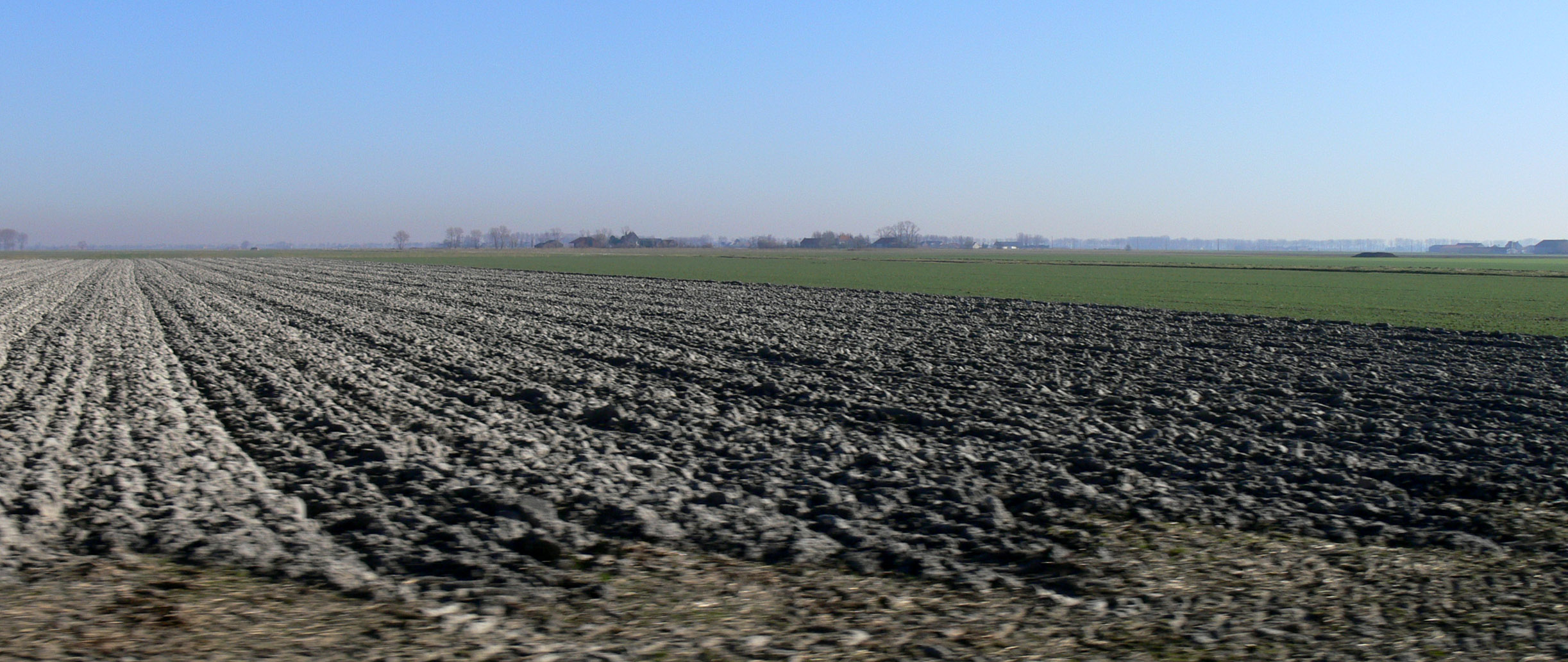
Paysage typique des Moëres.
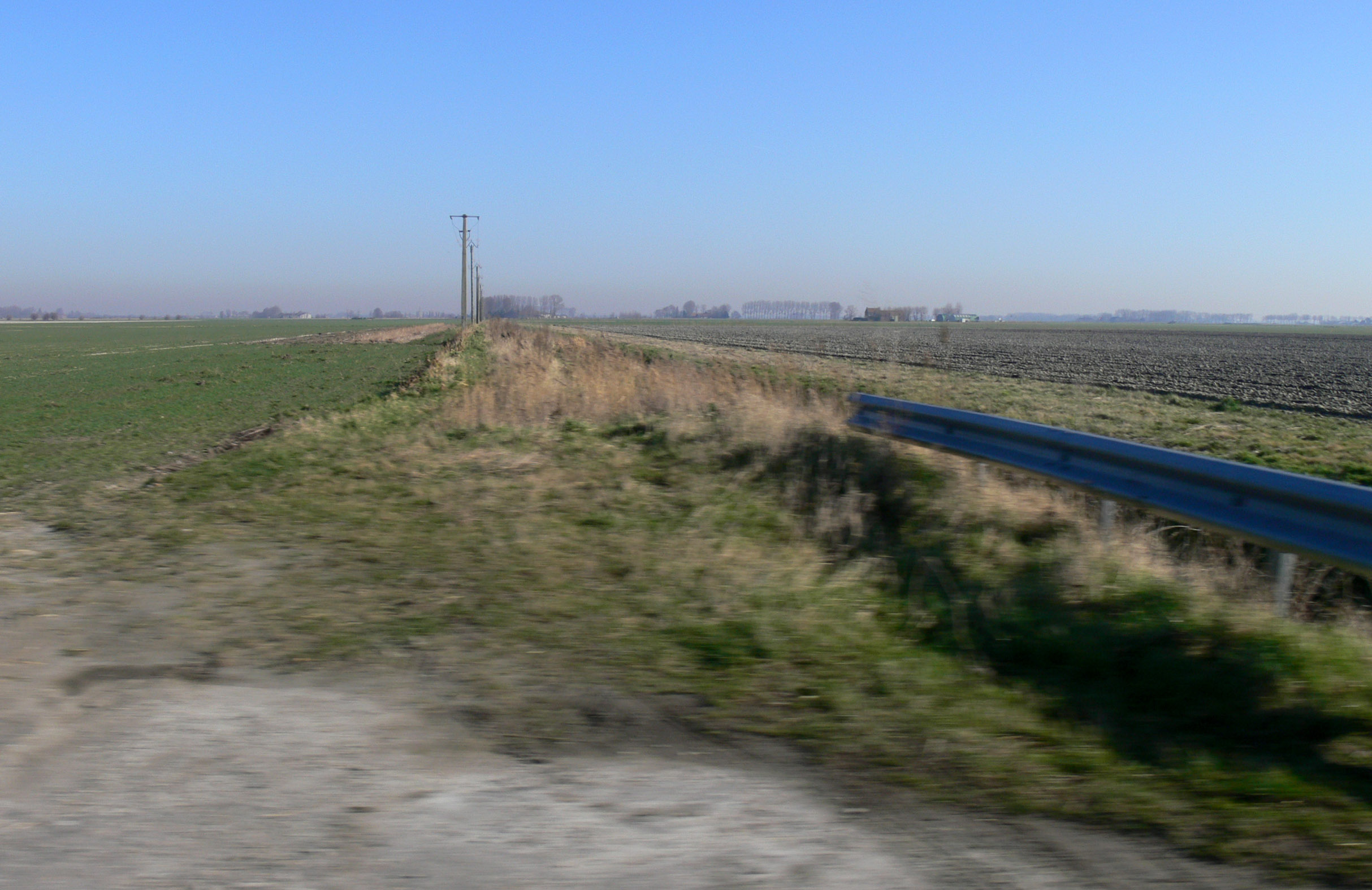
La couleur grise du sol est due à présence d'un taux important de sable dans la terre.
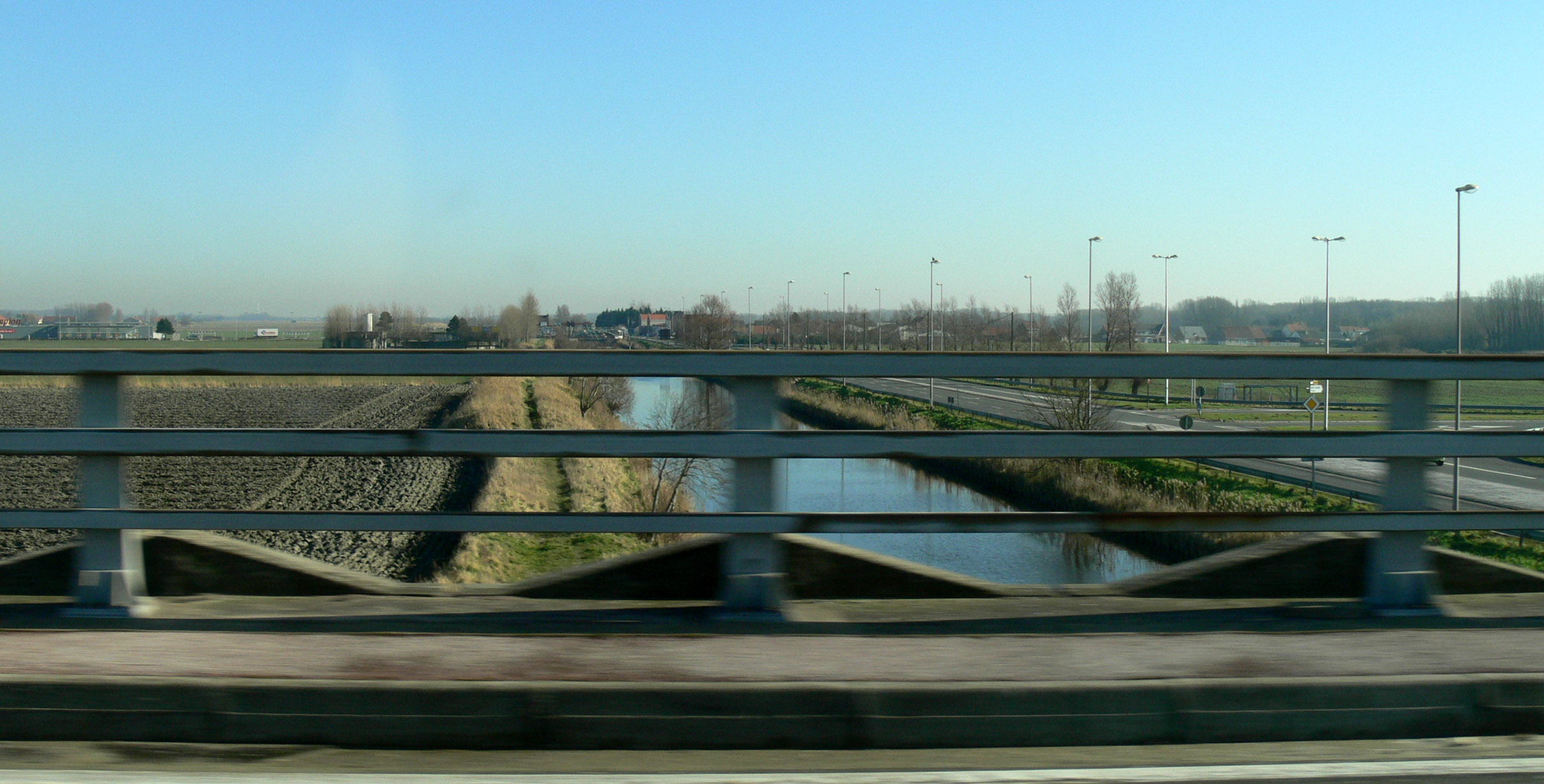
Les Moëres sont un vaste polder, drainé par un réseau de canaux dits watringues.

## Compléments